# Marguerite Williams
 Marguerite Thomas Williams (* 24. Dezember  1895 in Washington, D.C., USA; † 17. August 1991 ebenda) war eine US-amerikanische Geologin und Hochschullehrerin. Sie war die erste Afroamerikanerin, die in Geologie promovierte. Sie lehrte als Professorin am Miner Teachers College und an der Howard University.

## Leben und Werk

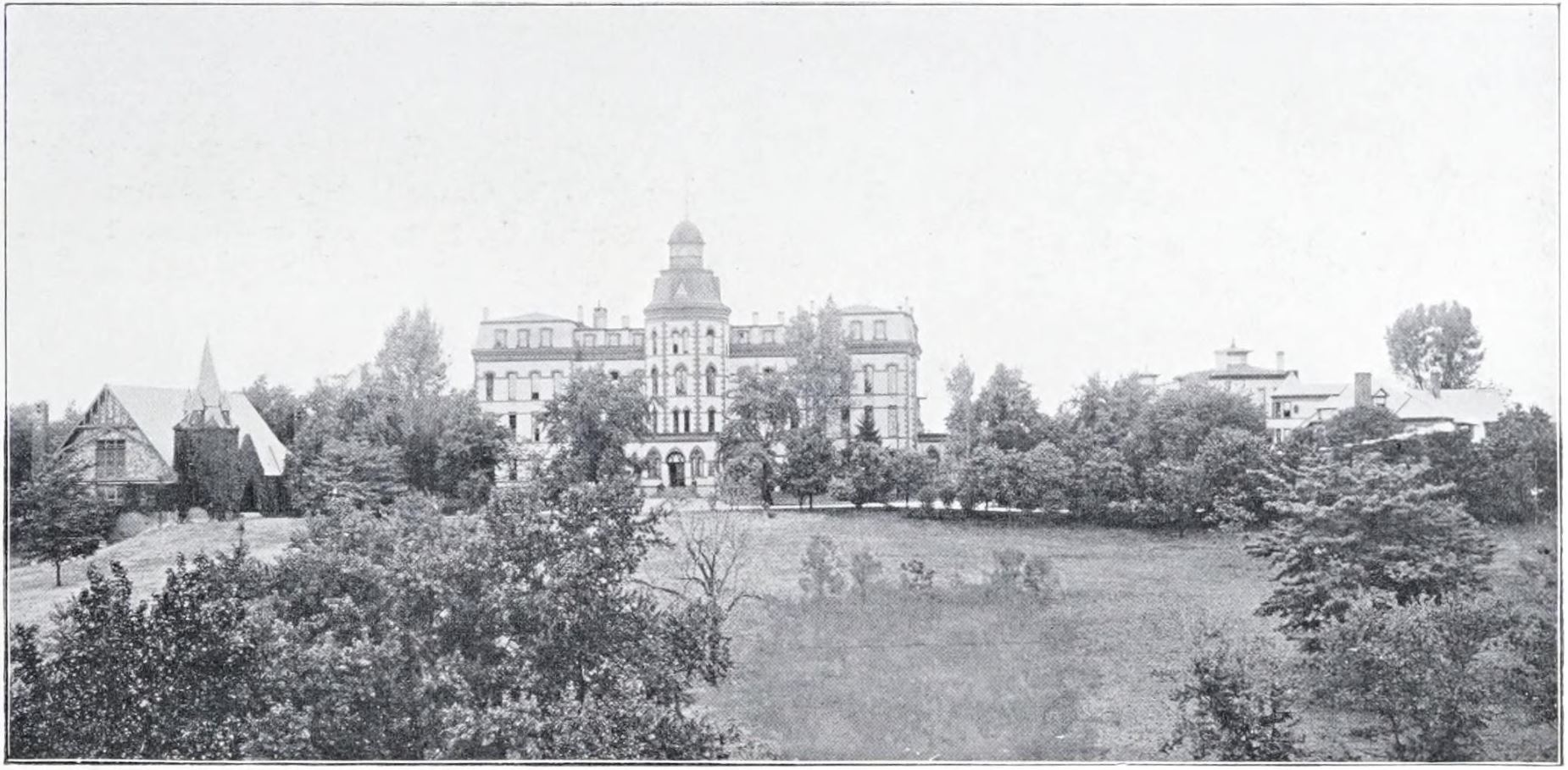
Der Campus der Howard University in Washington, D.C. Die Bildunterschrift aus dem Quellenmaterial lautet: „Das Bild stellt die Südfront des Campus dar. Die Andrew Rankin Memorial Chapel auf der linken Seite. Das Hauptgebäude in der Mitte und die Residenz von Präsident Thirkield.“ auf der rechten Seite", 1910

Williams war das sechste und jüngste Kind von Henry und Clara Thomas. Sie absolvierte das Lehrerausbildungsprogramm an der heutigen University of the District of Columbia, die bis 1879 als „Normal School for Colored Girls“ bekannt war und danach zum Miner Teachers College wurde. Sie schloss ihr Studium 1916 mit guten Noten ab, die es ihr ermöglichten, ein Stipendium zu erhalten und ihre Ausbildung an der Howard University in Washington D.C. fortzusetzen. Während sie hauptberuflich als Grundschullehrerin arbeitete, studierte sie an der Howard University und erwarb dort 1923 ihren Bachelor-Abschluss in Geologie. An der Howard University wurde sie zusammen mit Roger Arliner Young von Ernest Everett Just betreut.
Anschließend kehrte sie an das Miner Teachers College zurück und wurde für eine Assistenzprofessur an der Schule ausgewählt. Sie war außerdem von 1923 bis 1933 Vorsitzende der Abteilung für Geographie und unterrichtete Geographiekurse. Nach einer Beurlaubung vom Miner Teachers College erhielt sie 1930 einen Master-Abschluss in Geologie an der Columbia University.
Nach ihrem Abschluss heiratete sie Otis James Williams. Sie schrieb sich schließlich für ein Doktorandenprogramm an der  Katholischen Universität von Amerika ein und erforschte das lokale Anacostia-Einzugsgebiet in der Nähe von Bladensburg (Maryland). Zu Beginn des 20. Jahrhunderts kam es in diesem Becken zu schweren Überschwemmungen und Erosionen, und Williams führte Feldforschungen durch, um die Auswirkungen dieser Ereignisse zu untersuchen. Sie promovierte 1942 an der Katholischen Universität mit der Dissertation The Study of the History of Erosion in the Anacostia Drainage Basin. Sie untersuchte sowohl die natürlichen Erosionsprozesse wie Überschwemmungen als auch anthropologische Auswirkungen, wie Abholzung und Landwirtschaft, die sich auf die Region auswirkten. Sie war eine der ersten Geowissenschaftlerinnen, die sich kritisch mit den Auswirkungen des Menschen auf Überschwemmungen und Erosionsprozesse befasste.
Nach ihrer Promotion im Jahr 1942 wurde Williams auf eine ordentliche Professorenstelle am Miner Teachers College befördert und unterrichtete auch Abendkurse an der Howard University bis zu ihrer Pensionierung im Jahr 1955.

## Ehrungen
- seit 2020: Der Marguerite T. Williams Award wird jährlich verliehen und würdigt bedeutende Beiträge zur Forschung[5]